# Îlot Madame
Îlot Madame är en ö i Madagaskar. Den ligger i den nordöstra delen av landet, 300 km nordost om huvudstaden Antananarivo. Arean är 172 kvadratkilometer.